# Kaltanėnai
Kaltanėnai är en ort i Litauen. Den ligger i den östra delen av landet, 80 km nordost om huvudstaden Vilnius. Kaltanėnai ligger 148 meter över havet och antalet invånare är 282.
Terrängen runt Kaltanėnai är platt. Runt Kaltanėnai är det glesbefolkat, med 19 invånare per kvadratkilometer. Närmaste större samhälle är Švenčionėliai, 11,1 km söder om Kaltanėnai. I omgivningarna runt Kaltanėnai växer i huvudsak blandskog.